# Robert Richter
Pour les articles homonymes, voir Richter.
Robert Richter, né le 17 mai 1899 à Nuremberg et mort le 18 juin 1972 à Munich, est un cadreur, producteur de cinéma, ingénieur mécanicien et entrepreneur allemand.
Avec August Arnold, il est le cofondateur de la marque de matériel de cinéma Arri.